# Schildgroschen
Der Schildgroschen, oft unterteilt in schildiger Groschen und Pfahlschildgroschen (Landsberger Groschen), ist ein Meißner Groschen der meißnisch-sächsischen Groschenzeit, der erstmals nach der Münzreform von 1405 geprägt wurde. Der zu bevorzugende Münzname Schildgroschen ist darauf zurückzuführen, dass ältere Groschenprägungen keinen Wappenschild im Gepräge führen. Mit der Prägung dieses Groschens wurde zum ersten Mal seit Beginn der Prägung des Meißner Groschens das Münzbild des bisherigen uniformen Groschentyps gewechselt. Der Schildgroschentyp mit dem endgültigen Münzbild war der bis 1456 geprägte Pfahlschildgroschen. Danach prägten die Wettiner Schwertgroschen.

## Varianten

### Schildiger Groschen

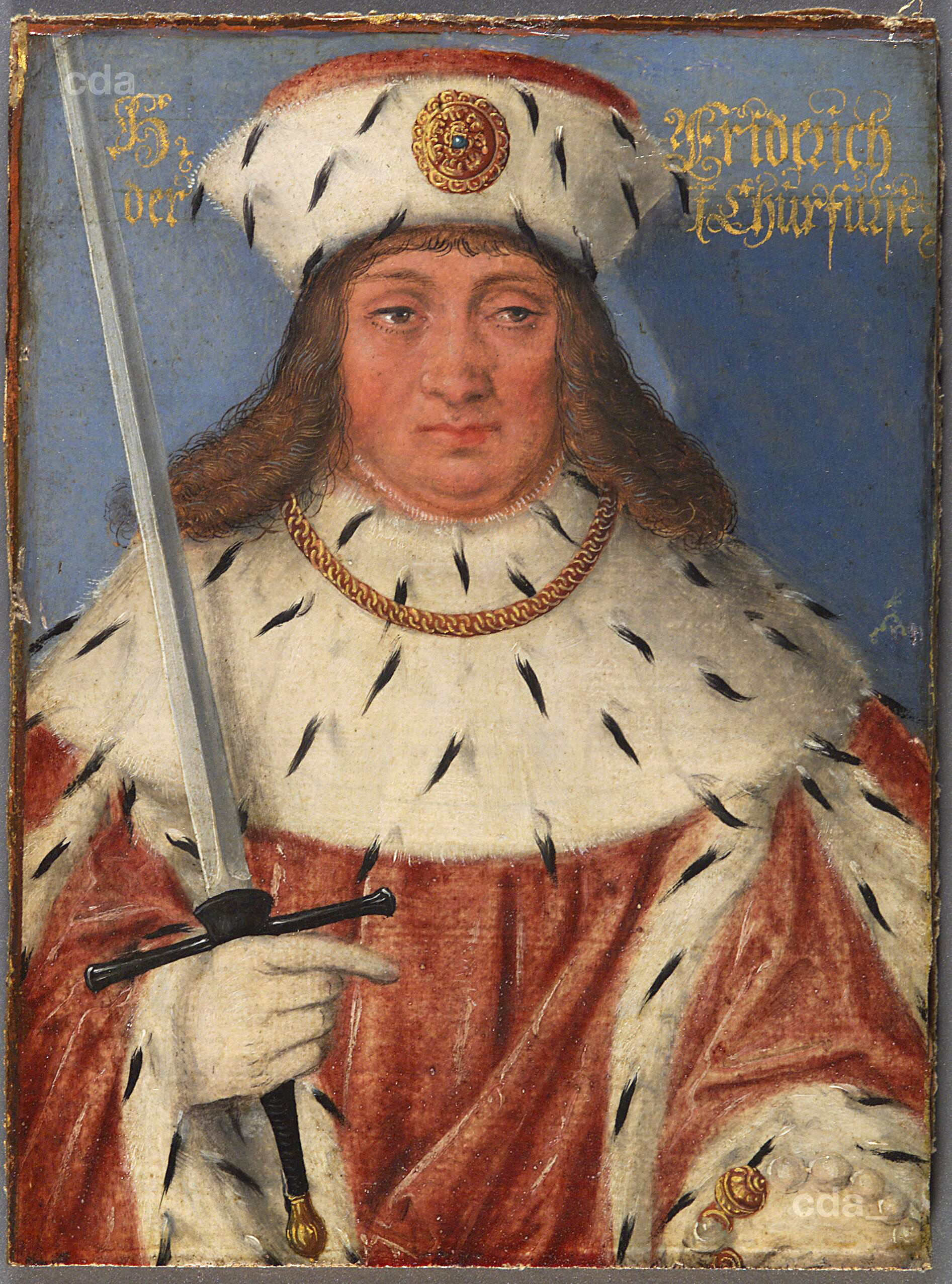
Markgraf Friedrich IV. der Streitbare von Osterland und ab 1410 von Meißen, ab 1423 als Kurfürst von Sachsen, änderte mit der Einführung der Schildgroschen erstmals das uniforme Münzbild der meißnischen Groschen.

Nach erfolgter Einigung Friedrichs IV. des Streitbaren (1381–1428) mit seinen beiden Onkeln Landgraf Balthasar von Thüringen (1349/79–1406) und Markgraf Wilhelm I. dem Einäugigen (1349/79–1407) kamen im April 1405 neue hochwertige Groschen zur Ausgabe. Friedrich teilte das dem Rat der Stadt Leipzig selbst mit folgenden Worten mit:

„… daz wir eyner nuwen muncze eyn worden syn myd unsern vettern, dy uff den nehist vorgangen ostirabend (18. April) ist czu Friberg uzgegangen.“

(… dass wir für eine neue Münze einig geworden sind mit unseren Vettern, die am kürzlich vergangenen Oster(sonn)abend (18. April) zu Freiberg ausgegeben wurde.)
Der Kurfürst nennt seine beiden Onkel Balthasar und Wilhelm im Schreiben an den Rat der Stadt zu Recht „Vettern“. Vetter ist der damalige Begriff für Onkel.
Der Groschen ist ein meißnischer Groschentyp Friedrichs des Streitbaren, der seit 1405 geprägt wurde, und der erste Typ des Schildgroschens. Die Münze wird auch als schildiger Groschen bezeichnet. In einer zeitgenössischen Urkunde ist im Jahr 1406 von „phumfczen grosschen nuwer Fribersscher schildechtir grosschen“ (fünfzehn Groschen neuer Freiberger schildiger Groschen) die Rede.
Die Vorderseite zeigt das typische Blumenkreuz (Lilienkreuz) der Meißner Groschen im Vierpass. Die Rückseite erhielt ein völlig neues Münzbild: Ein großer Löwenschild bedeckt die gesamte Bildfläche statt des nach links steigenden Meißner Löwen der vorherigen Meißner Groschen. Zum ersten Mal seit Beginn der meißnischen Groschenprägung wurde das Münzbild des bisherigen uniformen Groschentyps gewechselt. Das auffällige Münzbild sollte auf die guthaltigen Groschen hinweisen.
Nach der Münzreform von 1405 galten die neuen hochwertigen Groschen
- 1 Schildgroschen = 8 Pfennige = 12 Heller = 1⁄20 rheinischer Gulden.

#### Münzbeschreibung

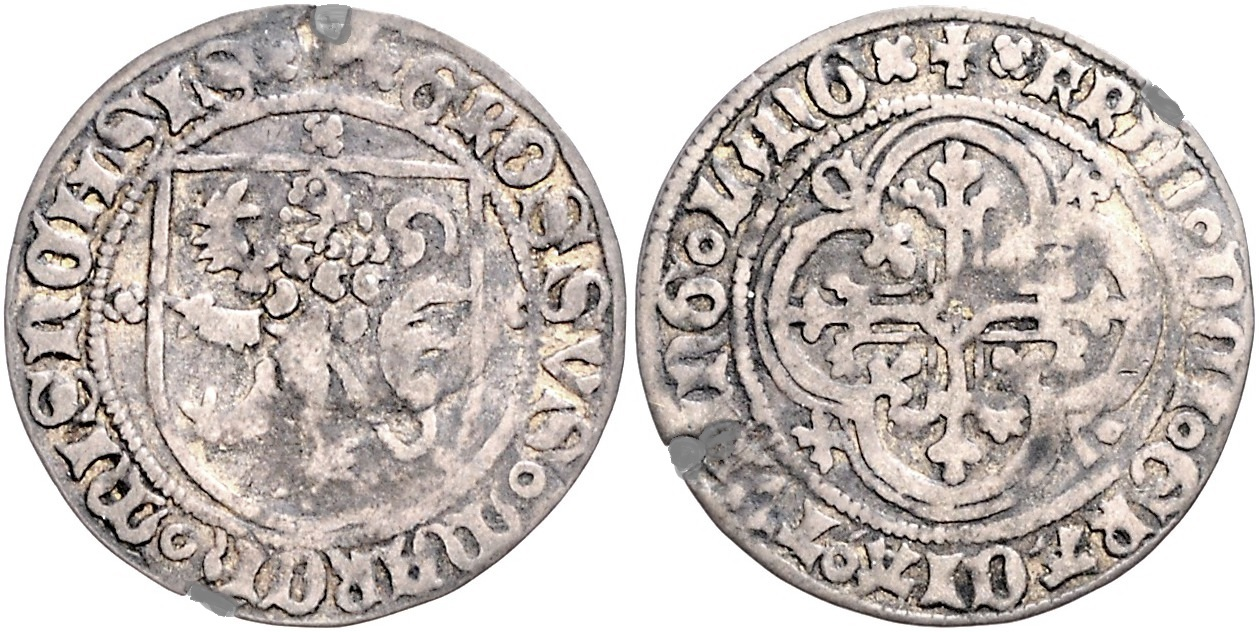
Schildiger Groschen Friedrichs IV. des Streitbaren aus der Münzstätte Gotha, geprägt nach dem Vorbild der ersten Ausgabe von 1405/1412 (Krug; Bild 658/1). Dieser bildgleiche Schildgroschen wurde jedoch erst 1425/1428 geprägt. (Silber; 2,68 g; Durchmesser 27 mm; Krug 674/3)

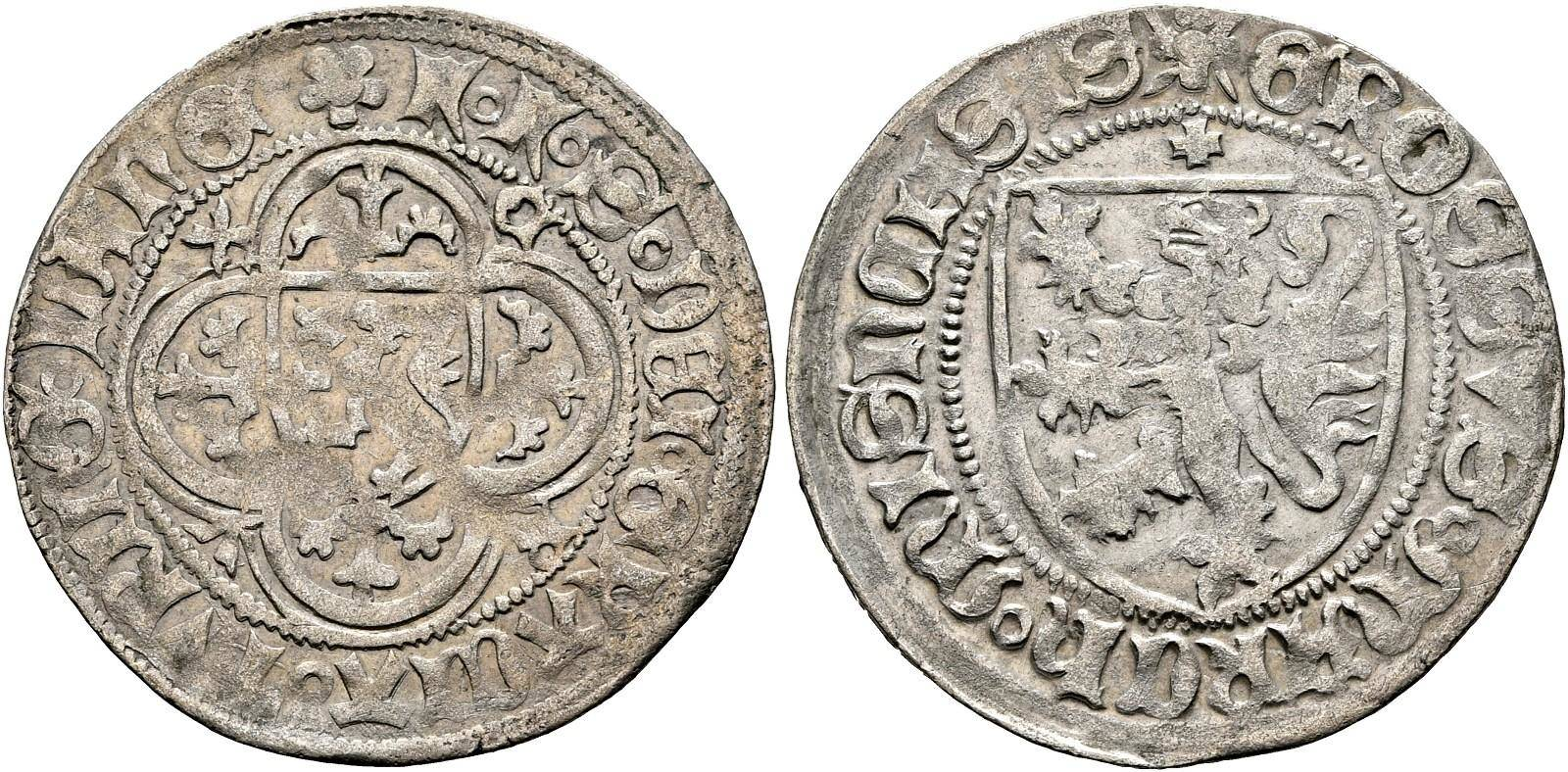
Schildiger Groschen Kurfürst Friedrichs II. des Sanftmütigen (1428–1464) mit Landgraf Friedrich dem Friedfertigen von Thüringen (1406–1440) und seinem Bruder Sigismund, Prägezeitraum 1428/1431, Münzstätte Freiberg (Silber; 2,7 g; Durchmesser 28 mm; Krug 980/3)

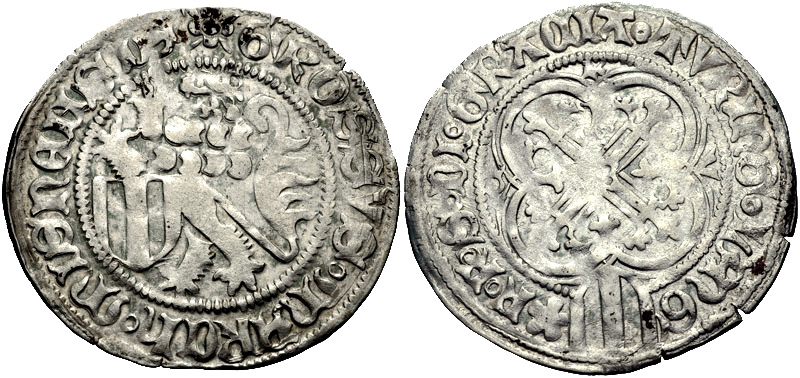
Pfahlschildgroschen des Kurfürsten Friedrichs II. des Sanftmütigen mit Landgraf Friedrich dem Friedfertigen von Thüringen und seinem Bruder Sigismund, Münzstätte Freiberg, Prägezeitraum 1431–1436, endgültiges Münzbild (Silber; 2,68 g; Durchmesser 28 mm; Krug 989)

Die Vorderseite ist die Seite mit den Namen des Münzherrn und dem Lilienkreuz im Vierpass.
- Umschrift: Nach den Zeichen „Blume Kreuz Blume“ FRID(ericus) • DEI GRACIA • TVRInG(iae) • LAN(d)G(ravius)
  - Übersetzung: Friedrich (der Streitbare) von Gottes Gnaden Landgraf von Thüringen.

Die Rückseite zeigt den großen Löwenschild, der von drei vierblättrigen Rosen umgeben ist.
- Umschrift: Nach den Zeichen „Blume Kreuz Blume“ GROSSVS • MARCh(ionis) • MISnEHSIS[11]
  - Übersetzung: Groschen des Markgrafen von Meißen.[12]

### Schildiger Groschen mit aufgelegtem Wappen auf das Blumenkreuz
Nachdem die Brüder Friedrich der Streitbare und Wilhelm II. der Reiche Markgraf von Meißen-Osterland (1381–1425) sich mit ihrem Vetter Landgraf Friedrich dem Friedfertigen von Thüringen (1406–1440) im Jahr 1412 über eine gemeinsame Prägung der Groschen geeinigt hatten, wurde für die gemeinsamen Groschen die Rückseite der Schildgroschen mit dem großen Löwenschild übernommen. Lediglich die Anfangsbuchstaben der Namen der Münzherren wurden in FWF (Friedrich/Wilhelm/Friedrich) geändert. Für die Vorderseite verwendeten die Wettiner das Münzbild des Helmgroschens.
Nach der Münzreform von 1412 galt
- 1 Schildgroschen = 9 Pfennige = 12 Heller = 1⁄20 rheinischer Gulden.

Nach dem Tod Friedrichs des Streitbaren im Jahr 1428 setzten seine Söhne die Prägung der Schildgroschensorte bis 1431 fort. Die Münzherren waren nun Kurfürst Friedrich II. der Sanftmütige (1428–1464) und sein Bruder Sigismund von Sachsen mit ihrem Cousin Friedrich dem Friedfertigen. Die Anfangsbuchstaben der Münzherrn am Beginn der Umschrift wurden in FFS (Friedrich/Friedrich/Sigismund) geändert.

#### Münzbeschreibung
Die Vorderseite ist die Seite mit den Namen der Münzherren und dem Blumenkreuz (Lilienkreuz) im Vierpass, auf dem ein kleiner Löwenschild aufgelegt ist.
- Umschrift: Nach den Zeichen „Blume“ F(ridericus) • F(ridericus) • S(igismundus) • DEI GRACIA • TVRInG(iae) • LAN(d)G(ravius)
  - Übersetzung: Friedrich (der Sanftmütige), Friedrich (der Einfältige oder der Friedfertige) und Sigismund von Gottes Gnaden, Landgrafen von Thüringen.

Die Rückseite zeigt den großen Löwenschild, darüber ein kleines Kreuz. Die frühere Bezeichnung „Kreuzgroschen“ ist falsch. Kreuzgroschen sind nur die geringhaltigen Groschen des Markgrafen Wilhelms I. des Einäugigen.
- Umschrift: Nach dem Münzmeisterzeichen „Stachelrose“ des Münzmeisters Liborius Senftleben GROSSVS MARCH(ionis) MISnEHSIS
  - Übersetzung: Groschen der Markgrafen von Meißen.

### Pfahlschildgroschen
Der Pfahlschildgroschen, auch Landsberger Groschen genannt, bekam seinen Namen vom Landsberger Pfahlschild, der auf beiden Seiten zu sehen ist. Er wurde erstmals von Markgraf Wilhelm II. dem Reichen nach 1407 geprägt. Anfangs befand sich kurzzeitig über dem kleinen Landsberger Pfahlschild der Vorderseite zusätzlich ein kleiner Löwe. Im endgültigen Münzbild wurde der kleine Löwe weggelassen und dafür der Schild vergrößert.
Ursprünglich ergaben 20 Stück dieses Schildgroschentyps einen rheinischen Gulden. Der Groschen wurde bis 1454 weitergeprägt, allerdings nur noch zu 1⁄26 des rheinischen Guldens. Der Anlass für den laufend fallenden Silbergehalt sieht man in der Vorbereitung der Münzreform von 1444. Der Geldumlauf wurde nach dieser Reform in eine hohe Währung, die Judenkopfgroschen, und eine für den täglichen Bedarf abgestimmte niedrigere Beiwähr, die Schildgroschen, unterteilt. Das hatte zur Folge, dass die vorher geschlagenen hochwertigen Schildgroschen in die Nachbarländer oder in fremde Schmelztiegel abwanderten und schlechtes Geld nach Meißen und Thüringen einströmte.
In einem Gutachten über den Münzwechsel des Freiberger Münzmeisters Hans Borner heißt es dazu:

„… das dy Norenberger und andere koufleute das beste geld ußweighen unde wyppen unde das selbis zcu silber bornen lossen und is uß dem lande furen, das allergeringeste sye denne yn ewer munczen brengen zcu vorkouffen, davon ewern gnaden und den gantzcen lande gros merglich schade an der muncze geschit.“

(… dass die Nürnberger und andere Kaufleute das beste Geld auswägen und auswechseln und das selbe zu Silber brennen lassen und aus dem Land fahren. Das Allergeringste bringen sie dann in eure Münzstätte zum Verkauf. Davon geschieht Euer Gnaden und dem ganzen Land großer merklicher Schaden an der Münze.)
Die fremden Städte begegneten der fortlaufenden Münzverschlechterung mit Gegenstempelung der noch guthaltigen Groschen. Die massenhaft fremden Gegenstempel der bis 1442 geschlagenen hochwertigen sächsischen Schildgroschen fallen mit großer Wahrscheinlichkeit in die Zeit von 1442 bis 1444.

#### Münzbeschreibung
Die Vorderseite ist die Seite mit den Namen der Münzherren und dem Blumenkreuz (Lilienkreuz) im Vierpass. Der Landsberger Pfahlschild befindet sich am Anfang der Umschrift vor einer fünfblättrigen Blume (Rosette).
- Umschrift: Nach dem Zeichen „Blume“ F(ridericus) • F(ridericus) • S(igismundus) • D(e)I • GRACIA • TVRInG(iae) • LAn(d)G(ravii)[22][23]
  - Übersetzung: Fridrich II. (der Sanftmütige), Friedrich (der Einfältige oder der Friedfertige) und Sigismund von Gottes Gnaden Landgrafen von Thüringen.

Die Rückseite zeigt den Meißner Löwen, den Landsberger Pfahlschild vor sich haltend, sowie das Münzmeisterzeichen Stachelrose des Münzmeisters Liborius Senftleben.
- Umschrift: Nach dem Münzmeisterzeichen „Stachelrose“ GROSSVS • MARCh(ionis) • MISnENSIS
  - Übersetzung: Groschen der Markgrafen von Meißen.

Anmerkungen:
- Gerhard Krug, Autor des Katalogs Die meißnisch-sächsischen Groschen (1974), verwendet in seinem Werk für die Typen dieser Groschen nur die Bezeichnung „Schildgroschen“. Der Katalog ist noch heute das einzige Gesamtwerk der meißnisch-sächsischen Groschen.

- Ludwig I. von Hessen (1413–1458) ließ als erster hessischer Landgraf Schildgroschen, sogenannte Kronichte Groschen, mit dem hessischen Löwen nach dem Vorbild der meißnischen Schildgroschen schlagen.[24]